# سانتا ماريا دي ميرليس
بلدية سانتا ماريا دي ميرلاس (بالكاتالانية: Santa Maria de Merlès) هي إحدى بلديات مقاطعة برشلونة، والتي تقع في منطقة كاتالونيا، شرق إسبانيا.
يبلغ عدد سكانها 151 نسمة وفقاً لإحصائية سنة (2007).